# إدوارد بارسونز سميث
إدوارد بارسونز سميث (بالإنجليزية: Edward Parsons Smith)‏ هو سياسي أمريكي، ولد في 30 سبتمبر 1860 في ماونت بليسانت في الولايات المتحدة، وتوفي في 21 مايو 1930. حزبياً، نشط في الحزب الجمهوري.